# 氷川町及び八代市中学校組合立氷川中学校
氷川町及び八代市中学校組合立氷川中学校（ひかわちょうおよびやつしろしちゅうがっこうくみあいりつ ひかわちゅうがっこう）は、熊本県八代郡氷川町今にある公立の中学校。
氷川町と八代市の組合で運営されており、熊本県唯一の組合立中学校である。

## 概要
歴史
1947年（昭和22年）の学制改革（六・三制の実施）で創立した新制中学校3校（宮原・有佐・龍峯）が1951年（昭和26年）に学校組合を組織した上で、統合して開校した。現校名になったのは2005年（平成17年）。2020年（令和2年）に統合70周年を迎えた。
校訓
「鍛錬・奉仕・洗心」
校章
1965年（昭和40年）に制定。桜の花弁を背景にして、中央に校名の「氷川」の文字（縦書き）を配している。
校歌
作詞は山口白陽、作曲は梅沢信一による。歌詞は3番まであり、各番の歌詞中に校名の「氷川中学」が登場する。
通学区域
- 氷川町立宮原小学校区
- 八代市立龍峯小学校区（一部）

## 沿革
旧・宮原中学校（みやはら）
- 1947年（昭和22年）4月1日 - 学制改革が行われる（六・三制の実施）。
  - 宮原国民学校初等科は、新制小学校「宮原町立宮原小学校」に改組・改称。
  - 宮原国民学校高等科は、青年学校普通科とともに、新制中学校「宮原町立宮原中学校」に改組・改称。小学校に併設される。
- 1950年（昭和25年）5月 - 龍峯村立龍峯中学校を統合。
- 1951年（昭和26年）1月 - 統合のため閉校。

旧・有佐中学校（ありさ）
- 1947年（昭和22年）4月1日 - 学制改革が行われる（六・三制の実施）。
  - 有佐国民学校初等科は、新制小学校「有佐村立有佐小学校」に改組・改称。
  - 有佐国民学校高等科は、青年学校普通科とともに、新制中学校「有佐村立有佐中学校」に改組・改称。小学校に併設される。
- 1951年（昭和26年）1月 - 統合のため閉校。

旧・龍峯中学校（りゅうほう）
- 1947年（昭和22年）4月1日 - 学制改革が行われる（六・三制の実施）。
  - 龍峯国民学校初等科は、新制小学校「龍峯村立龍峯小学校」に改組・改称。
  - 龍峯国民学校高等科は、青年学校普通科とともに、新制中学校「龍峯村立龍峯中学校」に改組・改称。小学校に併設される。
- 1950年（昭和25年）5月 - 宮原町立宮原中学校に統合され、閉校。

統合・組合立氷川中学校
- 1950年（昭和25年）2月7日 -  宮原町・有佐村・龍峯村の三町村議員連合会を開催し、中学校組合設立を決議。
- 1956年（昭和26年）
  - 1月18日 - 「宮原町外二ヶ村中学校組合立氷川中学校」（宮原町・有佐村・龍峯村）が開校。開校式を挙行。
  - 2月 - PTAを結成。
  - 3月 - 第1回卒業式を挙行。
  - 4月 - 第1回入学式を挙行。
  - 10月 - 第三校舎が完成。
- 1955年（昭和30年）
  - 2月1日 - 有佐村が鏡町に合併したことにより、「宮原町外二ヶ町村中学校組合立氷川中学校」（宮原町・鏡町・龍峯村）に改称。
  - 8月 - 氷川中学校同窓会が発足。
  - 9月 - 図書館が完成。
  - 10月15日 - 宮原町が鏡町の一部を編入。
- 1960年（昭和35年）3月 - 体育館が完成。
- 1961年（昭和36年）3月1日 - 龍峯村が八代市に編入したことにより、「宮原町外二ヶ市町中学校組合立氷川中学校」（宮原町・八代市・鏡町）に改称。
- 1962年（昭和37年）
  - 6月 - 第三校舎（3教室）を増設。
  - 11月 - 技術教室が完成。
- 1963年（昭和38年）9月 - プール建設のため、体育館の東側の校地を拡張。
- 1965年（昭和40年）1月 - 新校章を制定。
- 1966年（昭和41年）1月 - 創立15周年を記念して校歌碑を建立。
- 1968年（昭和43年）
  - 1月 - プールが完成。
  - 10月 - 友情の碑を建立。
- 1969年（昭和44年）6月 - 校訓碑を建立。氷川冨士が完成。
- 1971年（昭和46年）4月1日 - 八代市立有佐小学校卒業生が、八代市立鏡中学校に入学することとなる。
- 1975年（昭和50年）10月28日 - 「宮原町及び八代市中学校組合立氷川中学校」に改称（鏡町が脱退）。
- 1978年（昭和53年）8月 - 新校舎が完成。
- 1980年（昭和55年）3月 - 武道場が完成。
- 1987年（昭和62年）3月 - 給食棟が完成。
- 1991年（平成3年）9月 - 台風により体育館が被災。復旧工事を実施。
- 1993年（平成5年）
  - 3月 - パソコン教室を改修。
  - 9月 - 体育館の建設に着手。
- 1996年（平成8年）
  - 4月 - 難聴特殊学級「きこえの教室」を開設。
  - 9月 - カウンセリング室「心の教室」を開設。
- 2000年（平成12年）
  - 8月 - テニスコート・更衣室・部室等を整備。
  - 10月29日 - 創立50周年記念式典を挙行。
- 2001年（平成13年）
  - 4月 - 特殊学級「ふれあい学級」を開設。
  - 8月 - 運動場を改修。
- 2005年（平成17年）
  - 7月19日 - 教育特区に認定される。
  - 10月1日 - 2町（宮原町と竜北町）の合併により、「氷川町」が発足。これに伴い、「氷川町及び八代市中学校組合立氷川中学校」（現校名）に改称。
- 2016年（平成28年）2月 - 新プールが完成。

## 交通アクセス
最寄りの鉄道駅
- JR九州 鹿児島本線 「有佐駅」

最寄りのバス停留所
- 九州産交バス「宮原公民館前」停留所

最寄りの幹線道路
- 国道3号

## 周辺
- JAやつしろ介護福祉センター
- 八代北部地域医療センター
- 氷川町立宮原小学校
- 氷川町公民館